# 第二種運転免許
第二種運転免許（だいにしゅうんてんめんきょ）とは、日本の道路交通法上の免許区分のひとつ。バスやタクシーなどの旅客自動車を旅客運送（利用者から直接運賃を受け取って走らせる）のため運転しようとする場合や、運転代行の業務として顧客の普通自動車を運転する場合、すなわち旅客運送契約遂行として自動車を運転する場合に必要な運転免許証である。1956年8月1日から施行された。

## 概要
バスやタクシーの車両を運転する場合でも、車両の回送や試運転等であって、旅客運送運転に当たらない運転に限り、第一種運転免許で運転することができる。
また、学校や会社や団体や個人などが所有している白ナンバーの自家用バスは、旅客自動車運送事業の用に供される自動車ではないため、他人が乗っていても第一種運転免許で運転することが出来るが、就業規則で二種免許の保有を必須としているところがある。ただし、旅客自動車運送事業（他人の需要に応じ、有償で、自動車を使用して旅客を運送する事業）の定義から、これらの運送に対する対価を受ける事はできない。
一方で、無料送迎バスの中には、需要者がバス会社へ有償で委託して運行されるものもあるが、これらは一般貸切旅客自動車運送事業あるいは特定旅客自動車運送事業という旅客自動車運送事業に該当するため、運転士も二種免許が必要である。
なお、旅客運送運転に関する従来の規定とは無関係に、自動車運転代行業の業務の適正化に関する法律に規定する自動車運転代行業として、代行運転普通自動車（顧客の普通自動車に顧客を乗せて代行して運転するもの）を運転する場合は、普通二種免許またはその上位免許を受けなければならない。
道路交通法における区分の格としては第一種運転免許と並列であるが、運転可能範囲がより広汎で取得要件も厳しくなるため一般には格上の免許と認識される。同法第84条第2項では、まずこの「第二種運転免許」が区分の正式名称として定められ、「第二種免許」がその略称（短称）として規定されている。社会一般では二種免許などの略称が多く用いられる。
運輸業の貨物自動車のうち、貨物自動車運送事業（業として他人の需要に応じ、有償で、自動車を使用して他人の貨物を運送）に供する自動車は緑ナンバーを付けているが、旅客運送運転ではないので、第一種運転免許で運転することができる。（第二種運転免許でも可能）
さらに、福祉有償運送ほか自家用有償旅客運送（道路運送法第78条第2号）に供用する自動車は、旅客自動車運送事業に供用する自動車では無いと言う解釈により、「業として他人の需要に応じ、有償で、自動車を使用して旅客を運送している」場合であるが、自家用有償旅客運送認定講習を受けていれば第一種運転免許でも運転することができる（第二種免許保持者は講習なしに可能）。
2024年現在、日本国内において大型特殊二種免許とけん引二種免許を必要とする旅客運送運転を行なっている事業者は存在せず、けん引二種免許を必要としているのは日の出町で運行しているSLバス「青春号」のみであったが、2023年度に引退し現在は民間で保有し自家用登録(白ナンバー)でイベント等に姿を見せるだけになった。この2種類の免許に関しては日本国内での取得者は非常に少ない。

## 第二種運転免許の種類
道路交通法では、第84条第4項でまず正式名称（左側の表記）が規定され、続いてその略称（括弧内の短称）が規定されている。運転範囲を定めた第85条の表で略称が用いられているため、警察・運転免許試験場の広報文書・案内表示、社会一般の表記では略称が主として用いられることが多い。また、「第」を省いたり、「第二種」を倒置した簡略表記（「大型二種」等）も一般に使用される（2007年6月2日施行）。また「けん引」（けんが平仮名）は免許表記上も正式名称である。準中型自動車独自の第二種免許は存在しない。
- 大型自動車第二種免許（大型第二種免許）

- 中型自動車第二種免許（中型第二種免許）（8t限定、AT8t限定、5t限定、AT5t限定あり）
- 普通自動車第二種免許（普通第二種免許）（AT限定あり）
- 大型特殊自動車第二種免許（大型特殊第二種免許）
- 牽（けん）引第二種免許（けん引第二種免許[注釈 7]）

各免許の受験資格は以下のようになっている。
- 大型第二種免許、中型第二種免許、普通第二種免許、大型特殊第二種免許の場合
  - 21歳以上であること
  - 他の第二種免許を現に受けている、または、大型第一種免許、中型第一種免許、準中型免許、普通第一種免許、大型特殊第一種免許のうちいずれかを通算して3年以上（免許停止期間を除く。例外規定にあたる者は2年以上[注釈 8]）現に受けていること

2024年問題の対策として、2022年5月13日に改正道路交通法が施行され、「受験資格特例教習」を修了することにより、19歳以上で、かつ、普通、準中型免許等を受けていた期間が1年以上あれば免許を受験可能となった。バス会社などでは高卒者を運転士候補生として採用し早期育成することが可能となった。
- けん引第二種免許の場合
  - 21歳以上で、次のいずれかの条件を満たしていること
    1. 大型第一種免許、中型第一種免許、準中型免許、普通第一種免許、大型特殊第一種免許のうちいずれかを通算して3年以上（免許停止期間を除く。例外規定にあたる者は2年以上[注釈 8]）現に受け、さらにけん引第一種免許を現に受けていること
    2. 他の第二種免許（大型第二種免許、中型第二種免許、普通第二種免許、大型特殊第二種免許のうちいずれか）を現に受けていること

| 第二種 免許の種類   | 旅客自動車の種類                                                                                                 | 旅客自動車の種類                                                                                                 | 旅客自動車の種類                                                                                                 | 旅客自動車の種類                                                                                                 | 旅客自動車の種類                                                                                                 | 旅客自動車の種類                                                                                                 | 旅客自動車の種類                                                                                                 | 旅客自動車の種類                                                                                                 | 旅客自動車の種類                                                                                                 |
| 第二種 免許の種類   | 大型 自動車 | 中型 自動車 | 準中型 自動車 | 普通 自動車 | 大型特殊 自動車                                                                                                  | | | | |
| 大型 第二種免許     | 運転可 | 運転可 | 運転可 | 運転可 | 運転不可 | | | | |
| 中型 第二種免許     | 運転不可 | 運転可 | 運転可 | 運転可 | 運転不可 | | | | |
| 普通 第二種免許     | 運転不可 | 運転不可 | 運転不可 | 運転可 | 運転不可 | | | | |
| 大型特殊 第二種免許 | 運転不可 | 運転不可 | 運転不可 | 運転不可 | 運転可 | | | | |
| けん引 第二種免許   | 大型、中型、準中型、普通、大型特殊自動車のけん引自動車で、旅客を運送する目的で旅客用車両をけん引する場合に必要。 | 大型、中型、準中型、普通、大型特殊自動車のけん引自動車で、旅客を運送する目的で旅客用車両をけん引する場合に必要。 | 大型、中型、準中型、普通、大型特殊自動車のけん引自動車で、旅客を運送する目的で旅客用車両をけん引する場合に必要。 | 大型、中型、準中型、普通、大型特殊自動車のけん引自動車で、旅客を運送する目的で旅客用車両をけん引する場合に必要。 | 大型、中型、準中型、普通、大型特殊自動車のけん引自動車で、旅客を運送する目的で旅客用車両をけん引する場合に必要。 | 大型、中型、準中型、普通、大型特殊自動車のけん引自動車で、旅客を運送する目的で旅客用車両をけん引する場合に必要。 | 大型、中型、準中型、普通、大型特殊自動車のけん引自動車で、旅客を運送する目的で旅客用車両をけん引する場合に必要。 | 大型、中型、準中型、普通、大型特殊自動車のけん引自動車で、旅客を運送する目的で旅客用車両をけん引する場合に必要。 | 大型、中型、準中型、普通、大型特殊自動車のけん引自動車で、旅客を運送する目的で旅客用車両をけん引する場合に必要。 |

## 歴史
- 1956年8月1日 - 第二種運転免許が導入される（5種類）[2]。
当時、普通自動車免許、けん引自動車免許、小型自動四輪免許、自動三輪免許所持者はそれぞれ、大型自動車第二種免許（これは普通自動車免許を大型自動車免許と普通自動車免許に分離したため）、けん引自動車第二種免許、小型自動四輪第二種免許、自動三輪第二種免許を受けたものとみなされた。但し、この時点で満21歳未満の者は満21歳になった時点で第二種免許を受けたものとみなされた（旅客自動車運送事業の用に供する自動車の運転に従事しているものはこれまでどおり運転することができた）。
  - 大型自動車第二種免許
  - 普通自動車第二種免許
  - けん引自動車第二種免許
  - 小型自動四輪車第二種免許
  - 自動三輪車第二種免許
- 1960年12月20日 - 小型自動四輪自動車免許が普通自動車免許に統合されたのに伴い、小型自動四輪車第二種免許所持者は普通自動車第二種免許へ区分変更。けん引第二種免許所持者はけん引免許を特殊自動車免許（特殊免許）に改めたことに伴い、普通第二種免許と特殊第二種免許（けん引車にかかるもの）を所持しているものとみなされた。
  - 大型自動車第二種免許
  - 普通自動車第二種免許
  - 特殊自動車第二種免許
  - 自動三輪車第二種免許
- 1964年9月1日 - 特殊免許を大型特殊自動車に改めたことに伴い特殊第二種免許は大型特殊第二種免許に変更される。
- 1965年9月1日 - 自動三輪免許が普通免許に統合されたのに伴い自動三輪車第二種免許所持者は普通自動車第二種免許（ただし、自動三輪車の旅客車に限定）に区分変更される。大型特殊自動車のけん引限定をけん引免許に分離したことに伴い、大型特殊自動車第二種免許（けん引車にかかるもの）所持者は大型自動車免許及びけん引第二種免許を所持しているものとみなされた。
  - 大型自動車第二種免許
  - 普通自動車第二種免許
  - 大型特殊自動車第二種免許
  - けん引第二種免許
- 2004年6月1日 - 運転代行の運転手に該当車が「普通自動車の場合に限り」第二種運転免許の保持が義務付けられる。
- 2007年6月2日 - 中型免許導入に伴い中型自動車第二種免許が導入された。これより以前の日付で普通自動車第二種免許を取得していた者は、8t限定中型自動車第二種免許に呼称が変更された（運転できる範囲や乗車定員は従来通り）。
- 2017年3月12日 - 準中型免許導入に伴い、これより以前の日付で普通自動車第二種免許を取得していた者は、5t限定中型自動車第二種免許に呼称が変更される（運転できる範囲、乗車定員は従来通り）。
  - なお、準中型免許は貨物車の細分化を目的に導入されたため、普通自動車と乗車人員が変わらないことから「準中型自動車第二種免許」は存在しない。

## 試験
乗客の生命を預かるという観点から特に運転免許試験場においての技能試験（いわゆる一発試験）の合否採点基準は第一種免許に比べて非常に厳しく、合格率はおおよそ10%程度である。さらに初受験で合格する確率は極めて低いとされる。

### 試験科目
適性試験
1. 視力
2. 色彩能力
3. 深視力
4. 聴力
5. 運動能力

大型自動車、中型自動車、準中型自動車、およびけん引と同じく、全ての第二種免許において、片目それぞれ0.5以上かつ両目0.8以上へと普通免許や大型特殊免許と比べて基準がやや高くなる。さらに、深視力という立体視における遠近感、立体感を測る視力検査が行われ、3回の検査のうち平均誤差2cm以下でなければならない。これらは全て大型自動車、中型自動車、準中型自動車、およびけん引の第一種免許と合格基準は同じ。
乗客との会話をする関係上、従前は補聴器等の使用はできなかったが、2016年4月1日からは、使用が認められるようになった。
学科試験
他の第二種免許を取得している場合は免除される。
マークシート95問（文章問題90問、イラスト問題5問）。合格は90点以上。一種に比べ応用問題が多く、難易度も高い。二種運転免許に関わる運転区分に関する問題も多く出題される。
技能試験
基本的には指定自動車教習所で行う卒業検定と同じである。また、学科・技能ともに第一種免許に比べ、旅客の生命を預かり、公共の保安を担う意味において、特に技能試験における合格点（80点以上）をはじめ、採点内容の基準（アクセル、ブレーキの踏み方、ハンドルの切り方）などが非常に厳しくなっている。一種免許には課されない鋭角（Λ字型カーブ）の通過もある。技能試験の試験車に関しては、大型第二種用車は車長11mで乗車定員30人以上のバス型の車両、中型第二種用車は車長9mで乗車定員29人以下のバス型の車両で行われる。普通自動車第二種免許は普通自動車第一種免許と同じ車両で行われる。また、大型特殊自動車第二種免許及びけん引第二種免許は、それぞれの第一種免許と同じ車両・同じコース（埼玉県・鹿児島県を除く）で行なわれる。

### 大型特殊二種・けん引二種
大型特殊自動車第二種免許およびけん引第二種免許については道路交通法施行規則に教習に関する規定が無く、指定自動車教習所での教習や技能検定は行われていない。そのため、運転免許試験場においての技能試験（一発試験）に合格しなければ取得できない。